# Peripsocus madescens
Peripsocus madescens är en insektsart som först beskrevs av Walsh 1863.  Peripsocus madescens ingår i släktet Peripsocus och familjen sorgstövsländor. Inga underarter finns listade i Catalogue of Life.